# Article 13 de la Constitution belge
L'article 13 de la Constitution de la Belgique fait partie du titre II Des Belges et de leurs droits. Il garantit à chacun le droit d'être jugé par le juge prévu par la loi.
Il date du 7 février 1831 et était à l'origine — sous l'ancienne numérotation — l'article 8. Il n'a jamais été révisé.

## Texte de l'article actuel
« Nul ne peut être distrait, contre son gré, du juge que la loi lui assigne. ».

## Interprétation
Le principe est d'avoir une juridiction impartiale, et non arbitrairement désignée ou d'exception, il s'agit du « droit au juge » ou « juge naturel ». La Cour de cassation indique que cet article ne garanti qu'un jugement « selon les règles de compétence et de procédure objectivement fixées », non comme la garantie « que la composition de la juridiction légalement compétente ne peut être modifiée »,.